# Cota de neu
|  | Per a altres significats, vegeu «Estatge nival». |

La cota de neu és l'altitud mínima en la qual les precipitacions d'un lloc determinat són en forma de neu. És l'altitud del terreny on la precipitació canvia de pluja a neu depenent de l'estructura de la temperatura associada a la massa d'aire. Per sota d'aquesta altitud les precipitacions apareixen en forma de pluja o aiguaneu.
És una dada que sovint apareix en el pronòstic meteorològic.
Aquesta cota varia en un lloc segons l'estació de l'any i depèn de la temperatura, de la humitat i del vent. La temperatura més alta perquè les precipitacions siguin en forma de neu varia entre els 0 i els 5 °C, malgrat que hi ha hagut casos excepcionals en els quals ha nevat amb 11 °C, degut en gran part a un nivell d'humitat relativa molt baix. Es considera que els flocs de neu que cauen a més alçada es poden mantenir encara que la temperatura de l'aire sigui positiva, en condicions normals sobre uns +2 °C, és a dir que normalment neva a partir de temperatures de l'aire inferiors als +2 °C.
En un clima temperat on hi ha grans diferències de temperaturas entre l'estiu i l'hivern, la diferència de cotes de neu entre aquestes dues estacions pot ser de 3.000 metres aproximadament. En canvi, la cota de neu varia molt menys en les zones polars i entre els dos tròpics. A la zona polar la cota de neu pot arribar al nivell del mar i en els climes més càlids aquesta cota s'ubica al voltant dels 5.000 metres.

## Càlcul de la cota de neu
S'ha de tenir en compte que el pas de l'aigua en estat líquid a sòlid (o a la inversa) no és immediat ni es produeix quan la temperatura de l'aire arriba als 0 °C. Fins a una temperatura de -40 °C les gotes d'aigua es poden presentar en estat líquid. On la temperatura és de -10 °C la proporció és d'un cristall de gel per cada milió de gotes d'aigua. En canvi a -40 °C només hi ha cristalls de gel.
El floc de neu que cau del núvol arriba transformat al sòl per diversos factors que encara que siguin coneguts, els meteoròlegs no en tenen prou informació. Si l'estrat pel que passa el floc té una temperatura superior als 0 °C s'inicia el procés de fusió. Amb temperatures superiors als +2 °C es pot suposar que el floc de neu es fondrà del tot. Si el descens es fa a través d'aire humit i proper al nivell de congelació, els flocs de neu seran de mida gran, en canvi si l'aire que troba en la baixada és sec els flocs seran menuts i poc cohesionats produint l'anomenada neu seca o neu pols.
Per fer un càlcul aproximat de la cota de neu cal conèixer la temperatura a 850 hPa (aproximadament la pressió atmosfèrica que hi ha a una altitud de 1.500 msnm) i la dada de la temperatura a 500 hPa (aproximadament a una altitud de 5.500 msnm).
També influeix l'altitud geopotencial a 850hPa, la humitat relativa i el vent.
Un sistema per a poder calcular la cota de neu, és comprovar la isozero, que és l'altitud on la temperatura es troba a 0 °C, cosa que s'anomena també línia isozero.
La temperatura de l'atmosfera disminueix amb l'altitud i (excepte en casos com la inversió tèrmica), 
Aquest descens equival a uns 0’65 °C per cada 100 metres (6’5 °C/km). Si l'aire és humit la temperatura varia més lentament. En aquest cas seria 0’5 °C per cada 100 m (5 °C/km).
Si es resta 400 m al nivell de la isozero que apareix al mapa meteorològic s'obté la cota de neu aproximada.
És equivalent a aplicar la fórmula: Cota de Neu = 150 X Temperatura a (850 hPa) + 1000, el resultat és en metres.
En el càlcul de la cota de neu que fan els meteoròlegs resulten molt útils les dades obtingudes pels radiosondatges.